# Braunia subincana
Braunia subincana är en bladmossart som beskrevs av Brotherus 1900. Braunia subincana ingår i släktet Braunia och familjen Hedwigiaceae. Inga underarter finns listade i Catalogue of Life.